# سنجق معان
سنجق معان أو سنجق الكرك أو الكرك سنجق عثماني ومقاطعة أموية كان يتبع إداريًا ولاية الشام واحياناً أخرى ولايه الحجاز. حسب التقسيم العثماني تمتد حدوده بين سنجق حوران شمالاً ومتصرفية القدس من الشمال الغربي وسيناء غرباً وبادية الشام وولاية الحجاز جنوباً. في عام 1914، كان السنجق يضم مركز الكرك ونواحي السلط والطفيلة ومعان، وكان يضم صحراء النقب.

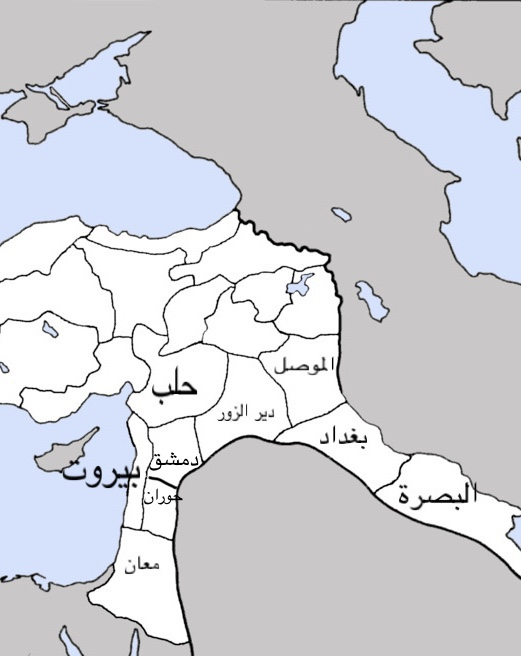
التقسيم العثماني لمقاطعات بلاد الشام سنه 1900م

بعد حرب محمد علي باشا مع العثمانيين ووقوع الدولة العثمانية تحت النفوذ الغربي تم اقتطاع شمال النقب (السبع) من سنجق معان لصالح متصرفه القدس لتكون جزء من المنطقة الدوليه لاحقاً، وفي عهد الانتداب البريطاني تم اقتطاع جنوب النقب ايضاً من سنجق معان. بلغ عدد سكان السنجق 72562 نسمة عام 1914.

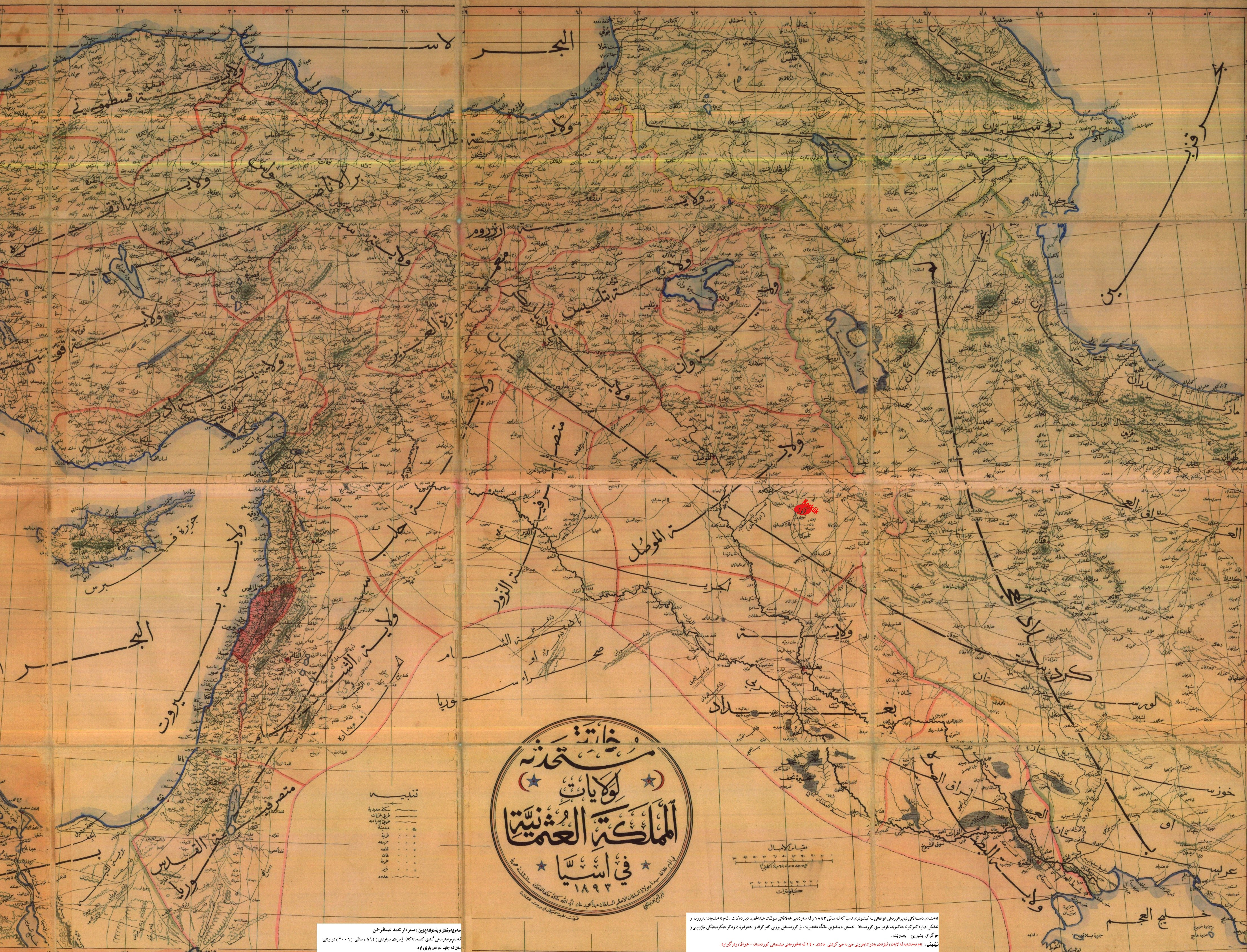
سنجق حوران في خارطة سورية العثمانية